# Frank De Coninck
Frank Emiel De Coninck (Blankenberge, 11 februari 1945 – Sint-Lambrechts-Woluwe, 11 maart 2022) was een Belgisch diplomaat en hofdignitaris.

## Levensloop
De Coninck studeerde aan de Universiteit Gent. Hij was licentiaat in de Letteren en Wijsbegeerte. Na zijn studies werd De Coninck leraar geschiedenis in de toenmalige Belgische kolonie Congo.

### Diplomaat
In 1975 startte De Coninck zijn carrière in de Belgische diplomatie. Hij was achtereenvolgens ambtenaar bij het ministerie van Buitenlandse Zaken (1975-1976), viceconsul in Barcelona, Spanje (1976), ambtenaar bij het ministerie van Buitenlandse Zaken (1977-1978), raadgever bij de ambassade in Nairobi, Kenia (1978-1981), raadgever bij de ambassade in Islamabad, Pakistan (1981-1984), eerste secretaris van de ambassade bij de Heilige Stoel (1984-1987), eerste secretaris van de ambassade in Dakar, Senegal (1987-1989), raadgever bij de ambassade in Aja (1989-1992), ambtenaar bij het ministerie van Buitenlandse Zaken (1992-1994), ambassadeur in Kigali, Rwanda (1994-1997) en ambassadeur in Kinshasa, Congo (1997-2000).
In 2000 werd De Coninck vicedirecteur-generaal Afrika van het ministerie van Buitenlandse Zaken. Nadien werd hij directeur-generaal van de bilaterale en economische betrekkingen op het ministerie van Buitenlandse Zaken, tot 2002.
Van 2006 tot 2010 was De Coninck ambassadeur bij de Heilige Stoel. Hij volgde in die functie Benoît Cardon de Lichtbuer op en werd in 2010 door Charles Ghislain als ambassadeur bij de Heilige Stoel opgevolgd. Na zijn op pensioenstelling in 2010 werd De Coninck benoemd tot Speciaal Gezant van België voor de Afrikaanse Regio van de Grote Meren. Hij bleef dit tot 2016.

### Grootmaarschalk
Na zijn diplomatieke carrière werd De Coninck grootmaarschalk aan het Belgische hof. Als grootmaarschalk stond De Coninck aan het hoofd van de hofhouding van het Belgisch vorstenhuis. Na het vertrek van De Coninck in oktober 2006 werd ook het ambt zelf afgeschaft; zijn taken werden verdeeld over de hoofden van het Departement Economische, Sociale en Culturele zaken en het Departement Protocol van het Huis van de Koning, aangevuld met een nieuw opgericht Departement Buitenlandse Betrekkingen.

## Overige
- De Coninck was vanaf 2017 voorzitter van de organisatie Caritas International. Vanaf 2010 was hij voorzitter van Caritas in België.[6]
- De Coninck was vanaf 31 maart 2010 voorzitter van het Koninklijk Gesticht van Mesen.[7]
- Hij was gehuwd en vader van drie kinderen: twee dochters en een zoon.